# North Hollywood
North Hollywood ist ein Stadtteil der kalifornischen Metropole Los Angeles und liegt im Süden des San Fernando Valley.

## Geographie
North Hollywood grenzt an Sun Valley, Burbank, Sherman Oaks, Toluca Lake, Studio City, Van Nuys, Panorama City, Valley Glen und Valley Village.
North Hollywood grenzt nicht an Hollywood. Vielmehr gab sich das Viertel nur den Namen, um vom Glamour Hollywoods zu profitieren.

## Geschichte
North Hollywood wurde 1887 von der Lankershim Ranch Land and Water Company gegründet. Der Stadtteil wechselte mehrmals den Namen: am Anfang hieß er Toluca, 1896 erhielt er den Namen Lankershim, bis er 1927 seinen heutigen Namen North Hollywood bekam. Im selben Jahr wurde hier auch die North Hollywood High School gegründet. 
1896 erhielt der Ort eine Bahnstation, deren restauriertes Gebäude heute ein Cafe beherbergt.
Die zu dem Zeitpunkt Lankershim genannte Stadt stimmte 1923 für die Eingliederung in die Stadt Los Angeles, um Zugang zur Wasserversorgung der Großstadt zu erhalten.
Am 28. Februar 1997 fand hier die wegen des eingesetzten Waffenarsenals, der langen Dauer und der aggressiven Vorgehensweise der als High Incident Bandits bezeichneten Täter berüchtigte North-Hollywood-Schießerei statt.

## Sehenswürdigkeiten
- Great Wall of Los Angeles, ein 800 m langes Wandbild

## Persönlichkeiten
- Russell Hopton (1900–1945), Schauspieler
- Dorothy Lamour (1914–1996), Schauspielerin
- Dean Stockwell (1936–2021), Schauspieler
- Joe Mantegna (* 1947), Schauspieler
- Corbin Bernsen (* 1954), Schauspieler
- Alyson Hannigan (* 1974), Schauspielerin
- Mayim Bialik (* 1975), Schauspielerin
- Britney Stevens (* 1985), Pornodarstellerin und Model
- Vanessa Hudgens (* 1988), Schauspielerin
- Miley Cyrus (* 1992), Schauspielerin und Musikerin
- Mario Rodríguez (* 1994), Fußballspieler